# 馬尾

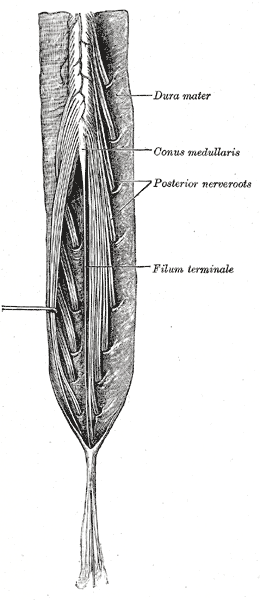
馬尾の解剖図

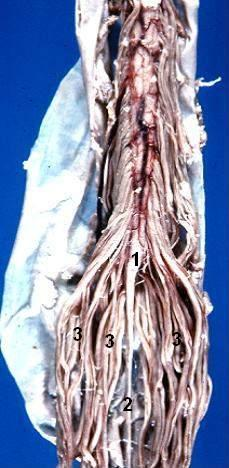
ヒトの脊髄、3:馬尾

馬尾（ばび、英: cauda equina）は、脊髄後位の脊髄神経と終糸がともに並ぶ部位である。脊髄後位の仙骨神経、尾骨神経は椎間孔を出るまで、ほとんど終糸に併行して走るようになり、その形が馬の尾に似た形態を示すため、この部位は馬尾と呼ばれる。鶏では馬尾を形成しない。